# À 80 berges
Albums de Maurice Chevalier
Chevalier chante Paris
(1966) Raconte et chante ses 4 fois 20 ans
(1968)
À 80 berges est le dernier album studio composé de chansons de Maurice Chevalier. Son dernier album étant un récit de sa vie. Il est à noter qu'il y chante un pot-pourri de succès, en anglais et en français, dans lequel figurent la chanson du film Un homme et une femme, Et maintenant, ou encore La Chanson de Lara.

## Liste des titres
1. "Si c'est ça la musique à papa" - 2:53
2. "Mon idole" – 2:04
3. "Si j'étais le père Noël" – 3:11
4. "Les français" – 2:14
5. "En 1925" – 2:17
6. "Bonne année" – 1:48
7. "Pot-pourri franco-anglais" – 5:12
8. "I'm Gonna Shine Today" – 2:04
9. "Grandfather" – 2:54
10. "Pot-pourri Cole Porter" – 4:07